# Nordenskiöldina
La nordenskiöldina és un mineral de la classe dels borats. Va rebre el seu nom per part de Waldemar Christopher Brögger en honor de Nils Adolf Erik Nordenskiöld (1832, 1901),
mineralogista i explorador suec.

## Característiques
La nordenskiöldina és un borat de fórmula química CaSn4+[BO₃]₂. És un mineral isostructural amb la dolomita. Cristal·litza en el sistema trigonal. La seva duresa a l'escala de Mohs es troba entre 5,5 i 6.
Segons la classificació de Nickel-Strunz, la nordenskiöldina pertany a «06.AA - Monoborats, BO₃, sense anions addicionals; 1(D).» juntament amb els següents minerals: sassolita, tusionita, jimboïta, kotoïta i takedaïta.

## Formació i jaciments
Va ser descoberta l'any 1887 a Nordenskiöldine, a Larvik (Vestfold, Noruega), en pegmatites alcalines, associada a altres minerals com: zircó, molibdenita, homilita, cancrinita, analcima i minerals del grup dels feldespats.